# John Houseman (acteur)
John Houseman (Boekarest, 22 september 1902 — Malibu, 31 oktober 1988) was een in Roemenië geboren Brits-Amerikaans film- en theateracteur en producent.

## Biografie
Houseman werd geboren als Jacques Haussmann, als zoon van een Britse moeder van Welshe en Ierse afkomst, en een Joodse vader. Zijn vader runde een graanproductie. Houseman kreeg onderwijs in Engeland aan het Clifton College. Hij verhuisde later ook naar Engeland en werd een Brits burger. Hij werkte een tijdje in Londen in de graanhandel. In 1925 verhuisde hij naar de Verenigde Staten. Daar ging hij aanvankelijk ook in de internationale graanhandel werken, maar toen deze markt instortte ging hij zich in 1929 bezighouden met theater. Hij nam toen de artiestennaam John Houseman aan.
Houseman brak door in de theaterwereld toen in 1933 Virgil Thomson hem benaderde voor het regisseren van Four Saints in Three Acts. Houseman produceerde verschillende Broadwayproducties, waaronder Heartbreak Hotel, Drie zusters, The Beggar's Opera, en enkele toneelstukken van Shakespeare. Hij regisseerde tevens Lute Song, The Country Girl, en Don Juan in Hell. Houseman raakte in 1936 betrokken bij het Federal Theatre Project. Hier werkte Houseman samen met Orson Welles aan een stuk dat later bekend kwam te staan als de "Voodoo Macbeth".
Samen met Orson Welles richtte Houseman het Mercury Theatre op, dat tegenwoordig vooral bekend is vanwege hun hoorspel The War of the Worlds. De samenwerking tussen de twee werd in 1999 verwerkt in Tim Robbins' film Cradle Will Rock. In 1943 werd Houseman officieel genationaliseerd tot Amerikaans burger. Tijdens de Tweede Wereldoorlog werkte Houseman voor de Voice of America.
Naast theater hield Houseman zich ook bezig met films. Hij produceerde meer dan 24 films, waaronder de film noir The Blue Dahlia uit 1946, en de verfilming van Julius Caesar uit 1953. Voor die tweede werd hij genomineerd voor een Academy Award in de categorie "Beste film". Naast regisseren ging hij zich ook bezighouden met acteren. Als filmacteur brak hij in 1973 door bij het grote publiek met zijn rol van professor Charles Kingsfield in de film The Paper Chase. Hiervoor kreeg hij een Academy Award. Hij vertolkte dezelfde rol ook in de gelijknamige televisieserie die liep van 1978 tot 1986.
In de jaren 80 van de 20e eeuw werd Houseman bekend door zijn rol als grootvader Edward Stratton II in Silver Spoons. Ook trad hij op in enkele reclames voor Smith Barney.
Houseman gaf acteerlessen aan de Juilliard School. Enkele van zijn studenten waren Kevin Kline en Patti LuPone. Hij vormde zijn eerste klas om tot een toneelgroep genaamd de Group 1 Acting Company. Tegenwoordig staan ze bekend als The Acting Company.
Houseman overleed in 1988 aan de gevolgen van ruggengraatkanker. De laatste twee films waarin hij nog meespeelde, The Naked Gun en Scrooged, verschenen na zijn dood.
In 2001 werd Houseman gespeeld door Jonathan Rigby in het Doctor Who-hoorspel Invaders from Mars.
In februari 2008 begonnen de opnames voor de film Me and Orson Welles. The film vertelt het verhaal van Housemans relatie met Orson Welles.

## Filmografie
| Jaar | Film                                           | Rol                           | Notities                                                 |
| ---- | ---------------------------------------------- | ----------------------------- | -------------------------------------------------------- |
| 1938 | Too Much Johnson                               | Duelist                       |                                                          |
| 1962 | Two Weeks in Another Town                      |                               | producent                                                |
| 1964 | Seven Days in May                              | Vice-Adm. Farley C. Barnswell | Niet op aftiteling vermeld                               |
| 1973 | The Paper Chase                                | Charles W. Kingsfield Jr.     | Academy Award voor beste mannelijke bijrol; Golden Globe |
| 1975 | Three Days of the Condor                       | Wabash                        |                                                          |
| 1975 | Rollerball                                     | Bartholomew                   |                                                          |
| 1976 | St. Ives                                       | Abner Procane                 |                                                          |
| 1978 | The Cheap Detective                            | Jasper Blubber                |                                                          |
| 1979 | Old Boyfriends                                 | Doctor Hoffman                |                                                          |
| 1980 | The Fog                                        | Mr. Machen                    |                                                          |
| 1980 | A Christmas Without Snow                       | Ephraim Adams                 |                                                          |
| 1980 | My Bodyguard                                   | Mr. Dobbs                     |                                                          |
| 1980 | Wholly Moses!                                  | The Archangel                 |                                                          |
| 1981 | Ghost Story                                    | Sears James                   |                                                          |
| 1982 | Rose for Emily                                 | Verteller                     |                                                          |
| 1982 | Murder by Phone                                | Stanley Markowitz             |                                                          |
| 1988 | The Naked Gun: From the Files of Police Squad! | Driving Instructor            | Niet op aftiteling vermeld                               |
| 1988 | Another Woman                                  | Marion's Father               |                                                          |
| 1988 | Bright Lights, Big City                        | Mr. Vogel                     |                                                          |
| 1988 | Scrooged                                       | Himself                       |                                                          |